# Чжао Наньнань
Чжао Наньнань (кит. 趙楠楠, род. 18 марта 1990 года в Чанчуне, Китай) — китайская шорт-трекистка, участница зимних Олимпийских игр 2010 года, чемпионка мира в команде, чемпионка зимних Азиатских игр. 

## Биография
Чжао Наньнань родилась в Чанчуне, где и начала заниматься конькобежным спортом в возрасте 10 лет. Во время учёбы в школе она обучалась скоростному катанию на роликах, сноуборду, тхэквондо и другим видам спорта, но всё же остановилась на шорт-треке. В 2002 году стала профессионально заниматься шорт-треком.
В 2006 году она успешно выступила на национальном чемпионате по шорт-треку и была выбрана в молодёжную сборную. В январе 2007 года участвовала на чемпионате мира среди юниоров в Младе-Болеславе и заняла 4-е место в общем зачёте многоборья, при этом заняла 2-е место в беге на 500 м и 3-е на 1000 м, а также завоевала серебро в эстафете. 
В сезоне 2007/08 Чжао дебютировала в составе сборной на Кубке мира и сразу же стала третьей в общем зачёте Кубка мира на дистанции 500 м, после чего ещё дважды становилась бронзовым призёром на 500-метровке в сезонах 2009/10 и 2010/11. В марте 2008 года вместе с командой она 
завоевала золотую медаль на чемпионате мира среди команд в Харбине. 
В феврале 2010 года на Олимпийских играх в Ванкувере Наньнань заменила травмированную Лю Цюхун и участвовала в забеге на 500 м, где заняла 30-е место. В конце январе 2011 года на зимних Азиатских играх в Астане взяла в эстафете золото. Из-за большой конкуренции в сборной она не часто выступала на мировых чемпионатах и в 2012 году завершила карьеру спортсменки.

## Тренерская карьера
Чжао Наньнань окончила Институт физического воспитания провинции Цзилинь и Китайский университет Жэньминь в Пекине в области бизнес-администрирования. После ухода из сборной она работала помощником тренера и главным тренером спортивной команды провинции Цзилинь и спортивной школы провинции Цзилинь, а также консультантом и почётным главным тренером в спортивных школах (центрах) в различных городах провинции Цзилинь. В настоящее время является главным тренером команды по шорт-треку в районе Шицзиншань, в Пекине.